# Conus papuensis
Espèce
Statut de conservation UICN

 LC  : Préoccupation mineure
Conus papuensis est une espèce de mollusques gastéropodes marins de la famille des Conidae.
Comme toutes les espèces du genre Conus, ces escargots sont prédateurs et venimeux. Ils sont capables de « piquer » les humains et doivent donc être manipulés avec précaution, voire pas du tout.

## Description
La taille de la coquille varie entre 19 mm et 36 mm.

## Distribution
Cette espèce marine est présente au large de l'est de la Nouvelle-Guinée.

### Niveau de risque d’extinction de l’espèce
Selon l'analyse de l'UICN réalisée en 2011 pour la définition du niveau de risque d'extinction, cette espèce est endémique de la Papouasie-Nouvelle-Guinée. Il n'y a que quelques spécimens connus dans la littérature. Cependant, il n'y a pas de menaces majeures connues qui affecteront le statut de la population de cette espèce. Nous l'avons listé comme étant de préoccupation mineure. Cependant, en raison de sa petite aire de répartition, nous recommandons des recherches supplémentaires sur sa population et les menaces plausibles.

## Taxonomie

### Publication originale
L'espèce Conus papuensis a été décrite pour la première fois en 1982 par les malacologistes Hendrikus Eduard Coomans (d) et Robert G. Moolenbeek (d) dans « Bulletin Zoologisch Museum Universiteit van Amsterdam 8(15):133-138 »,.

### Synonymes
- Conus (Splinoconus) papuensis Coomans & Moolenbeek, 1982 · appellation alternative
- Kioconus (Ongoconus) papuensis (Coomans & Moolenbeek, 1982) · non accepté
- Kioconus papuensis (Coomans & Moolenbeek, 1982) · non accepté